# Nikola Bursac (Ingenieur)
Nikola Bursac (geboren in 1986 in Bihać, SFR Jugoslawien) ist ein deutscher Maschinenbauingenieur und seit 2022 Universitätsprofessor an der TU Hamburg, wo er das Institut für Smarte Entwicklung und Maschinenelemente (ISEM) leitet. Seine Forschung konzentriert sich auf die Systemgenerationsentwicklung, agile Entwicklung mechatronischer Systeme sowie modellbasierte Systementwicklung (MBSE).

## Beruflicher Werdegang
Nikola Bursac studierte Maschinenbau am Karlsruher Institut für Technologie (KIT), wo er sich auf die Entwicklungsmethodik und -management und modellbasierte Systementwicklung (MBSE) spezialisierte. Nach seiner Promotion zum Dr.-Ing. mit dem Thema Model Based Systems Engineering zur Unterstützung der Baukastenentwicklung im Kontext der Frühen Phase der Produktgenerationsentwicklung übernahm er eine Stelle als Oberingenieur am Institut für Produktentwicklung (IPEK).
Ab 2018 arbeitete er als Agile-Coach beim Hochtechnologieunternehmen Trumpf, wo er in der technischen Produktentwicklung Scrum Master Teams aufbaute und als Entwicklungsprojektleiter für einen Automatisierungsbaukasten tätig war. Parallel dazu forschte er im Rahmen des BMBF-Projekts MoSyS – Menschenorientierte Gestaltung komplexer System of Systems.
Seit 2022 ist er Professor an der Technischen Universität Hamburg und leitet das Institut für Smarte Entwicklung und Maschinenelemente (ISEM). Sein zentrales Forschungsthema ist die Entwicklung nachhaltiger und smarter technischer Lösungen. Dabei widmet sich das Institut der smarten Entwicklung und den smarten Maschinenelementen in Forschung und Lehre und in Kooperationen mit Industrieunternehmen.

## Forschungsschwerpunkte
Zu den Forschungsschwerpunkten von Nikola Bursac zählen:
- Systemgenerationsentwicklung
- Modellbasiertes Systems Engineering (MBSE)
- Agile Entwicklungsmethoden für mechatronische Systeme
- Nachhaltige technische Lösungen durch digitale Zwillinge
- Kreislaufwirtschaft und Nachhaltigkeit in der Maschinenentwicklung

## Auszeichnungen
Bursac erhielt mehrfach den Hector Teaching Award der Hector School für Engineering und Management am KIT, zuletzt in den Jahren 2018, 2022 und 2023. Im Jahr 2017 wurde er mit dem Pahl-Beitz-Preis der Wissenschaftlichen Gesellschaft für Produktentwicklung ausgezeichnet. Im Jahr 2025 erhielt Bursac den Hamburger Lehrpreis für herausragende Lehre an der Technischen Universität Hamburg.

## Persönliches
Bursac lebt mit seiner Frau und seinen drei Töchtern am Rand der Lüneburger Heide. In seiner Freizeit geht er seinen Hobbys Handball und Segeln nach.
Ehrenamtlich engagiert er sich etwa im Verein Deutscher Ingenieure, unter anderem als Kontaktprofessor an der TUHH und als Vorsitzender des Fachbeirats für Produktentwicklung und Projektmanagement sowie als stellvertretender Vorsitzender des Fachausschusses für Agile Entwicklung mechatronischer Produkte.